# ZUB 121

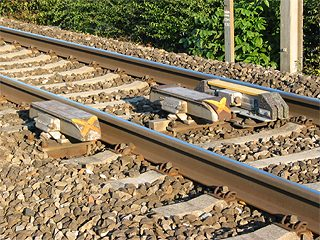
Traťové magnety Signum s cívkou ZUB 121 (vpravo). Magnety obou systémů platí pro vozidla přijíždějící z pohledu diváka zprava.

ZUB 121 (zkratka Zugbeeinflussung 121) je vlakový zabezpečovač používaný na švýcarské železniční síti. Patří do skupiny bodových zabezpečovačů, i když umožňuje i omezený liniový přenos (v úseku až 600 m). Proti dosud užívanému systému Integra-Signum sleduje, jestli před návěstidlem zakazujícím nebo omezujícím jízdu dochází k potřebnému snižování rychlosti vlaku.  Systém se začal rychle rozšiřovat v 90. letech po neštěstích v curyšské a bernské příměstské dopravě, zejména v nebezpečných místech s vysokou hustotou dopravy. 

## Popis zařízení
Zařízení se skládá  z traťové části a vozidlové části, mezi kterými probíhá přenos informací prostřednictvím vysokofrekvenčního elektromagnetického záření. 
Traťovou část tvoří páry cívek podobně jako u Signum, kromě toho jsou používány i smyčky umístěné mezi kolejnicemi, což umožňuje i omezený liniový přenos. Cívky i smyčky pracují na stejné frekvenci. Vozidlo vysílá trvale vysokofrekvenční signál, kterým aktivuje traťovou část. Ta sestaví na základě návěstního znaku návěstidla a pevně naprogramovaných traťových dat telegram, který na jiné frekvenci prostřednictvím cívky nebo smyčky odešle na vozidlo. Vozidlová část z přijatých dat a z předem zadaných informací o vlaku (délka, brzdící procenta, způsob brzdění) vygeneruje brzdící křivku, jejíž dodržování průběžně sleduje. Pokud dojde v některém bodě dráhy k překročení vypočtené rychlosti, aktivuje se rychločinné brzdění. Vypočtená  křivka zůstává v platnosti, i když na hlavním návěstidle dojde ke změně návěstního znaku na méně omezující, a to až do doby, než se přes další cívku nebo smyčku tato změna přenese na vozidlo. Pokud je mezi předvěstí a návěstidlem osazeno více cívek, nebo smyčka, může strojvedoucí dříve reagovat na změnu návěsti, což přispívá k plynulosti dopravy.
Nejnovější verze ZUB 262ct umožňuje také příjem informací z eurobalíz a eurosmyček (euroloop).